# 古市郵便局
古市郵便局（ふるいちゆうびんきょく）
- 兵庫県丹波篠山市にある郵便局。本項目で記述する。
- 広島県広島市安佐南区にある郵便局。局番号は51161。

古市簡易郵便局（ふるいちかんいゆうびんきょく）
- 鳥取県鳥取市にある簡易郵便局。局番号は52770。

古市郵便局（ふるいちゆうびんきょく）は、兵庫県丹波篠山市にある郵便局。民営化前の分類では集配特定郵便局だった。

## 概要
住所：〒669-2199 兵庫県丹波篠山市不来坂三十代ノ坪4-5

## 沿革
- 1874年（明治7年）12月6日 - 古市郵便取扱所として開設[1]。
- 1875年（明治8年）1月1日 - 古市郵便局（五等）となる。
- 1885年（明治18年）10月1日 - 貯金取扱を開始。
- 1890年（明治23年）12月21日 - 為替取扱を開始。
- 1898年（明治31年）1月11日 - 古市郵便電信局となる。
- 1903年（明治36年）4月1日 - 通信官署官制の施行に伴い古市郵便局となる。
- 1972年（昭和47年）12月6日 - 電話交換業務を篠山電報電話局に移管[2]。
- 1979年（昭和54年）11月30日 - 今田郵便局から和文電報配達業務を移管。
- 1987年（昭和62年）11月24日 - 多紀郡丹南町古市から、同町不来坂に局舎を新築、移転。
- 2007年（平成19年）10月1日 - 民営化に伴い、併設された郵便事業三田支店古市集配センターに一部業務を移管。
- 2012年（平成24年）10月1日 - 日本郵便株式会社発足に伴い、郵便事業三田支店古市集配センターを古市郵便局に統合。

## 取扱内容
- 郵便、印紙、ゆうパック、内容証明
- 貯金、為替、振替、振込、国債
- 生命保険、バイク自賠責保険
- ゆうちょ銀行ATM
- 地方公共団体事務（兵庫県住宅再建共済基金利用申込取次事務）
- 丹波篠山市南部（郵便番号669-21xx地域）の集配業務

## 周辺
- 丹波篠山市立古市小学校
- 辻の立石
- 国道176号

## アクセス
- JR福知山線（JR宝塚線） 古市駅から南西へ300m（徒歩約7分）
- ウイング神姫（旧神姫グリーンバス） 古市南口停留所下車（本数が非常に少ないため実用的ではない）
- 舞鶴若狭自動車道 丹南篠山口ICから南西へ約6.5km
- 国道372号沿い
- 駐車場あり：5台